# 豊橋市立石巻小学校
豊橋市立石巻小学校（とよはししりつ いしまきしょうがっこう）は、愛知県豊橋市石巻町にある公立小学校。

## 沿革
- 1873年（明治6年） - 八名郡大九中学校区内第四十番小学神ヶ谷学校として開校。神ヶ谷村の広福寺[注釈 1]と金田村の玉泉寺[注釈 2]を1年交代で仮校舎とする。
- 1878年（明治11年） -
  - 神郷村、金田村が合併し、三輪村となる。
  - 神ヶ谷村、高井村、和田村、長楽村が合併し、玉川村となる。
- 1879年（明治12年） - 八名郡第三十四番小学校三輪学校に改称する。
- 1880年（明治13年） - 三輪村字寺前14番地に校舎を新築する。校区は三輪村、玉川村字神ヶ谷。
- 1881年（明治14年） - 玉川村字神ヶ谷の児童は玉川学校に移る。
- 1887年（明治20年） - 多米学校を統合し、多米分校を設置する。
- 1888年（明治21年） - 八名郡三輪村立三輪尋常小学校に改称する。多米分校が八名郡多米尋常小学校として独立する。
- 1889年（明治22年）10月1日 - 多米村と三輪村が合併し、美米村となる。
- 1892年（明治25年）
  - 4月 - 補習科を設置する。
  - 12月23日 - 美米村が三輪村と多米村に分立する。
- 1902年（明治35年） - 補習科を廃止する。
- 1906年（明治39年）7月1日 - 多米村、三輪村、玉川村、嵩山村、西郷村が合併し、石巻村となる。
- 1907年（明治40年）3月1日 - 八名郡石巻村三輪尋常学校に改称する。
- 1912年（大正元年） - 校舎を増改築する。
- 1920年（大正9年） - 農業補習学校を附設する。
- 1922年（大正11年） - 農業補習学校が併設となる。
- 1926年（大正15年） - 高等科を設置し、八名郡石巻村立三輪尋常高等小学校に改称する。
- 1941年（昭和16年）4月1日 - 八名郡石巻村三輪国民学校に改称する。
- 1943年（昭和18年）4月 - 職業科を設置する。
- 1947年（昭和22年）4月1日 - 石巻村立三輪小学校に改称する。
- 1953年（昭和28年）6月28日 - 校舎を新築する。
- 1955年（昭和30年）3月1日 - 石巻村が豊橋市に編入される。同時に豊橋市立石巻小学校に改称する。
- 1967年（昭和42年）3月9日 - 現在地に新校舎（鉄筋コンクリート造）が完成し、移転する。
- 1970年（昭和45年） - 校舎を増築する。
- 1971年（昭和46年） - 校舎を増築する。
- 1972年（昭和47年） - プールが完成する。校舎を増築する。
- 1974年（昭和49年） - 体育館が完成する。校舎を増築する。
- 1978年（昭和53年） - 校舎を増築する。
- 1983年（昭和58年） - 校舎を増築する。

## 通学区域
- 石巻町[1]。

## 進学先中学校
- 豊橋市立石巻中学校

## 交通アクセス
- 豊鉄バス牛川金田線「金田」バス停より徒歩約3分。

東海道新幹線・東海道本線・飯田線豊橋駅より【50系統】「金田住宅」行。

## 周辺施設
- 豊橋市立東陵中学校
- 石巻保育園
- エーアイエー本社工場
- 三菱ケミカル愛知事業所